# Аббасов, Тофик Мохсен оглы
Тофик Мохсен оглы Аббасов (азерб. Tofiq Möhsün oğlu Abbasov; род. 24 декабря 1959 году в Тегеране, Иран) — телеведущий, политический обозреватель AzTV, заслуженный журналист. В 1993—1994 годах — пресс-секретарь Президента Азербайджана. Специализируется на Южном Кавказе, постсоветском пространстве и Ближнем Востоке. Директор Студии Общественно-политического вещания Азербайджанского Телевидения. Он автор более 500 статей, аналитических исследований и документальных фильмов. Заслуженный журналист Азербайджана (2020).

## Биография
Родился в 1959 году в Тегеране в Иране. В 1977 году после окончания средней школы в Баку поступил на факультет журналистики Бакинского государственного университета.
После окончания учёбы в 1982 году был принят на работу в отдел общественно-политического вещания в Гостелерадио Азербайджана. Проработал на должностях редактора, комментатора, главного редактора, директора студии.
В 1993 году Указом Президента Азербайджанской Республики Гейдара Алиева был назначен руководителем пресс-службы Администрации главы государства, одновременно совмещая позицию пресс-секретаря Президента АР.
В 1994—1996 годах работал на должности советника по информационной политике и внешним связям Министерства экологии и природных ресурсов АР.
С 1996 по 2005 год работал главным редактором международного регионального издания CASPİAN.
В 2005—2006 годах стал первым заместителем издателя ежедневной газеты «KASPİY».
С 2006 по 2010 годы работал директором Департамента информационных и политических программ телекомпании LİDER.
В 2011—2012 годах стал начальником Департамента информационно-аналитических публикаций ежедневной газеты «Зеркало».
С 2012 по 2015 году стал учредителем и главным редактором первого в Азербайджане таблоидного периодического издания «New Baku Post».
С 2016 года работает старшим советником Бакинского Международного центра мультикультурализма.
С августа 2019 года является политическим обозревателем «Азербайджанское телерадиовещание».
Женат, имеет двух сыновей.

## Телевизионная карьера
В сфере его постоянных интересов находятся такие проблемы, как роль СМИ в развитии общественно-политических процессов, конъюнктуре международных интеграционных программ и мега проектов. Исследует историю и современные тенденции глобальной геополитики, тренды межцивилизационного диалога, а также роль мультикультурализма в новых трансформациях.
Политолог, специализируется на проблемах Южно-Кавказского региона, постсоветского пространства и Ближнего Востока.